# UNJASH
UNJASH（日语：アンジャッシュ）是由兒嶋一哉和渡部建兩人組成的搞笑藝人组合。组合由兒嶋主動邀請渡部，在1993年結成。兩人皆為高中時代同屆學生，出身東京都八王子市。
2015年春晚，冯巩的小品《小棉袄》被指出和UNJASH的小品《荞麦面店员和未婚夫》非常相似。据悉，2012年春晚上，郭冬临和魏积安主演的小品《超市面试》也曾被指出抄袭UNJASH的小品《打工面试》。

## 成員
兒嶋一哉（こじま かずや，1972年7月16日）
擔任裝傻的一方。（在少部份的短劇中是吐槽）東京都八王子市出身。八王子市立弐分方小學、八王子市立元八王子中學、東京都立日野高等学校畢業。的第一屆學生。擁有專業麻將的證照。喜歡格鬥，也喜歡漫畫海賊王。
渡部建（わたべ けん，1972年9月23日）
擔任吐槽的一方。（在少部份的短劇中是裝傻）東京都八王子市出身。八王子市立片倉台小學、八王子市立中山中學、東京都立日野高等学校、神奈川大學經濟系畢業。高中時期非常熱愛棒球，一有時間就會到球場觀賞高中生打棒球。對選手也很詳細。2008年取得夜景鑑賞士證照。對心理學也有興趣，有很多用在戀愛上的《戀愛心理學》。是阪神的粉絲。

## 略歴
- 1993年結成。團名是渡部想的「J (JOY) 、A (ANGRY) 、S (SAD) 、H (HAPPY)=喜怒哀樂」這樣，兒嶋表示「加上(a)行跟(n)的藝人比較受歡迎」所以就加上了「UN」，但是UN有否定的意思，所以也有人說團名的意思是否定喜怒哀樂。最初是比較常用英文的UNJASH來表示團名，但最近已經幾乎用日文的了。
- 2003年開始在電視節目出演，人氣及知名度上升。2004年更是受到『搞笑金牌』的高評價。
- 2004年9月在千葉電視台出演電視節目『白黑UNJASH』。
- 兒嶋在第18回麻將最強戰打入準優勝。

## 外部連結
- Happy Talk（ GiRLSGATE）